# Henryk Rasmus

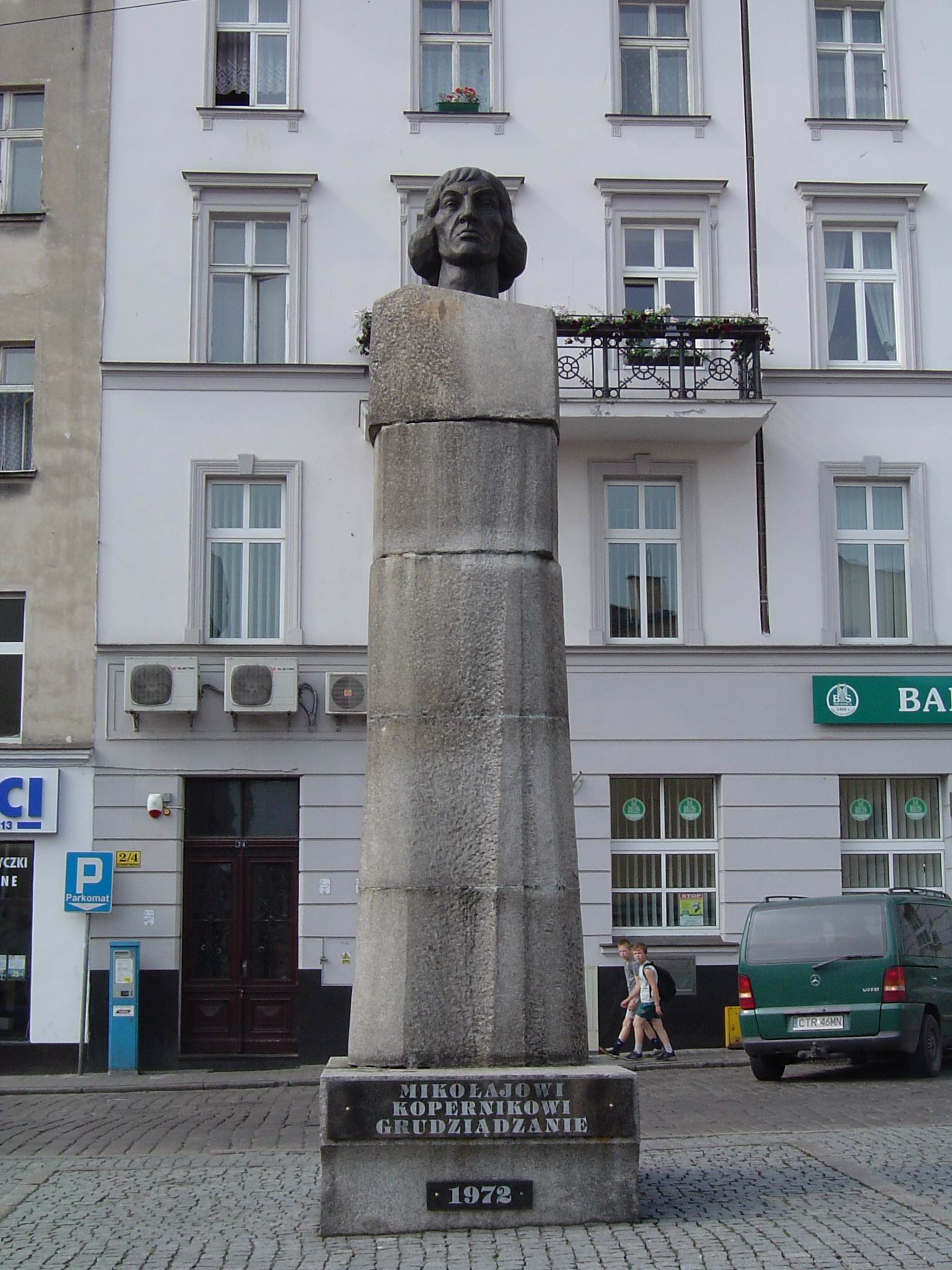
Pomnik Mikołaja Kopernika w Grudziądzu dłuta Henryka Rasmusa

Henryk Marian Rasmus (ur. 19 stycznia 1935 w Orłowie Morskim, zm. 29 września 1991 w Grudziądzu) – polski rzeźbiarz.

## Życiorys
Od 1945 mieszkał w Grudziądzu. Ukończył Państwowe Liceum Technik Plastycznych w Zakopanem, następnie w latach 1957–1963 studiował w Państwowej Wyższej Szkole Sztuk Plastycznych w Gdańsku w pracowniach Alfreda Wiśniewskiego i Hanny Żuławskiej. Od 1963 był zatrudniony w Grudziądzkich Zakładach Przemysłu Gumowego „Stomil” na stanowisku plastyka-projektanta. Należał do grona założycieli Grudziądzkiego Towarzystwa Kultury.
Jako artysta był przede wszystkim rzeźbiarzem. Większość jego dzieł związana jest z Grudziądzem. Do jego czołowych osiągnięć zalicza się tamtejszy pomnik Mikołaja Kopernika (odsłonięty 14 października 1972), rzeźbę Kosmodrom na skwerze przy ul. Sikorskiego (1978), posąg Mieczysława Karłowicza przed gmachem Filharmonii Pomorskiej w Bydgoszczy i Pomnik Walki i Męczeństwa w Nakle nad Notecią. Wykonał mozaikę, płaskorzeźby i tablice pamiątkowe (1987) w gmachu Biblioteki Miejskiej w Grudziądzu. Jest autorem kilkunastu tablic pamiątkowych, nagrobków (w tym nagrobka sportowca Bronisława Malinowskiego), form przestrzennych i kameralnych, plakiet i medali.